# Pectocythere kiklukhensis
Pectocythere kiklukhensis is een mosselkreeftjessoort uit de familie van de Pectocytheridae. De wetenschappelijke naam van de soort is voor het eerst geldig gepubliceerd in 1990 door Brouwers.